# (2382) Nonie
(2382) Nonie (1977 GA; 1979 YT) ist ein ungefähr 17 Kilometer großer Asteroid des mittleren Hauptgürtels, der am 13. April 1977 am Perth-Observatorium in Bickley, Western Australia in Australien (IAU-Code 319) entdeckt wurde. Er gehört zur Pallas-Familie, einer Gruppe von Asteroiden, die nach (2) Pallas benannt ist.

## Benennung
(2382) Nonie wurde nach der Tochter von Peter Jekabsons, nach dem der Asteroid (3188) Jekabsons benannt ist, benannt. Peter Jekabsons war Mitarbeiter am Perth-Observatorium.